# David Gordon, 4. Marquess of Aberdeen and Temair
David George Ian Alexander Gordon, 4. Marquess of Aberdeen and Temair KStJ CBE JP (* 21. Januar 1908; † 13. September 1974) war ein britischer Politiker und Adliger, zwischen 1972 und 1974 Mitglied des House of Lords sowie von 1973 bis 1974 als Lord Lieutenant von Aberdeenshire, sowie persönlicher Vertreter des britischen Monarchen in dieser Verwaltungsgrafschaft Schottlands.

## Leben

### Herkunft, berufliche und politische Tätigkeiten
Gordon ist der älteste Sohn von Dudley Gordon, 3. Marquess of Aberdeen and Temair, Neffe von George Gordon, 2. Marquess of Aberdeen and Temair und Enkel von John Hamilton-Gordon, 1. Marquess of Aberdeen and Temair, der unter anderem von 1893 bis 1898 Generalgouverneur von Kanada und für wenige Monate im Jahr 1886 und später von 1905 bis 1915 Vizekönig von Irland war. 
Nach dem Besuch der Harrow School, eine der bekanntesten Public Schools, absolvierte er ein Studium am Balliol College der University of Oxford, das er 1930 mit einem Bachelor of Arts (B.A.) abschloss. Während des Zweiten Weltkrieges leistete er seinen Militärdienst als Major des 5th/7th Battalion der Gordon Highlanders und wurde für seine militärischen Verdienste im Kriegsbericht erwähnt (Mentioned in Despatches). 
Nach Kriegsende wurde er 1949 Deputy Lieutenant (DL) und dann 1950 Mitglied des Rates der Grafschaft (County Council) von Aberdeenshire. 1955 wurde er Offizier der Royal Company of Archers, der zeremoniellen Leibwache des britischen Monarchen in Schottland, sowie Friedensrichter (Justice of the Peace) von Aberdeenshire. Später war er von 1959 bis 1974 Vize-Lord Lieutenant von Aberdeenshire und wurde für seine Verdienste 1963 zum Kommandeur des Order of the British Empire (CBE) ernannt. 1964 wurde er Knight of Justice des Order of Saint John (KStJ).
Gordon wurde 1968 Direktor der Clydesdale Bank von Nordschottland und erwarb zugleich 1968 nach einem weiteren Studium am Balliol College der University of Oxford einen Master of Arts (M.A.).

### Oberhausmitglied, Ehe und Nachkommen
Nachdem sein Vater Dudley Gordon, 3. Marquess of Aberdeen and Temair, am 16. April 1972 im Alter von 88 Jahren kinderlos verstorben war, erbte er im Alter von 64 Jahren dessen Titel als 4. Marquess of Aberdeen and Temair und die damit verbundene Mitgliedschaft im House of Lords. Gleichzeitig wurde er auch Erbe der nachgeordneten Titel als 4. Earl of Haddo, in the County Aberdeen, 7. Viscount Gordon of Aberdeen, in the County of Aberdeen, 10. Viscount of Formartine, 12. Baronet Gordon, of Haddo, in the County Aberdeen, 10. Lord Haddo, Methlick, Tarves and Kellie sowie als 10. Earl of Aberdeen. Darüber hinaus wurde er 1973 Nachfolger von Ian Forbes-Leith, 2. Baronet als Lord Lieutenant von Aberdeenshire und war somit bis zu seinem Tod Vertreter der britischen Monarchin in dieser Verwaltungsgrafschaft. Nachfolger in diesem Amt wurde 1975 Maitland Mackie.
Gordon heiratete am 29. April 1939 Beatrice Mary June Boissier, deren Vater Paul Boissier von 1939 bis 1942 Rektor (Headmaster) der Harrow School war. Das Paar adoptierte zwei Mädchen und zwei Jungen, die allerdings als adoptierte Kinder von der Erbfolge der Adelstitel ausgeschlossen waren. 
Aus diesem Grund erbte nach seinem Tod am 13. September 1974 sein jüngerer Bruder Archibald Gordon den Titel als 5. Marquess of Aberdeen and Temair sowie die damit verbundenen Titel und die Mitgliedschaft im Oberhaus.